# San Francisco, Ayahualulco
San Francisco är en ort i Mexiko.   Den ligger i kommunen Ayahualulco och delstaten Veracruz, i den sydöstra delen av landet, 210 km öster om huvudstaden Mexico City. San Francisco ligger 2 452 meter över havet och antalet invånare är 455.
Terrängen runt San Francisco är huvudsakligen kuperad, men norrut är den bergig. Runt San Francisco är det ganska tätbefolkat, med 166 invånare per kvadratkilometer. Närmaste större samhälle är Ixhuacán de los Reyes, 5,0 km sydost om San Francisco. Omgivningarna runt San Francisco är en mosaik av jordbruksmark och naturlig växtlighet.